# Mayking
Mayking – jednostka osadnicza w Stanach Zjednoczonych, w stanie Kentucky, w hrabstwie Letcher.